# Малунда
Малу́нда (греч. Μαλούντα) — деревня на Кипре, расположенная в районе Никосия, в 2 км севернее Клиру. Также рядом с ней находятся деревни Аредиу и Агиос Иоаннис. По данным переписи 2001 года, численность населения Малунды составляла 402 жителя.

## Общая информация
Малунда расположена на северном подножии горной системы Троодос, на высоте 415 метров над уровнем моря. Название деревни происходит от одного из эпитетов бога Аполлона Малоей (др.-греч. Μᾱλόεις), или Малоэнтский (др.-греч. Μᾱλόεντος, рус. «Охраняющий овечьи стада»). Её существование засвидетельствовано со времён Средневековья, когда Малунда являлась феодом. В старинных западных рукописях она упоминается как Melonda или Millondo, в то время как близ деревни обнаружены следы средневекового поселения. Малунда исконно была исключительно греческой деревней, и число населяющих её жителей с годами менялось следующим образом:
| Год  | Число жителей |
| 1881 | 90            |
| 1901 | 115           |
| 1911 | 142           |
| 1921 | 151           |
| 1931 | 164           |
| 1946 | 181           |
| 1961 | 155           |
| 1973 | 188           |
| 1976 | 180           |
| 1982 | 285           |
| 1992 | 319           |

После 1976 года увеличению численности населения способствовало, главным образом, создание эмигрантского поселения.
С конца 1970-х годов в Малунде дислоцируется полк ЭЛЬДИК.
Каждый год 15 мая в деревне проводится праздник в честь Святого Панигирия Чудотворца Кипрского.